# Augusta Innes Withers

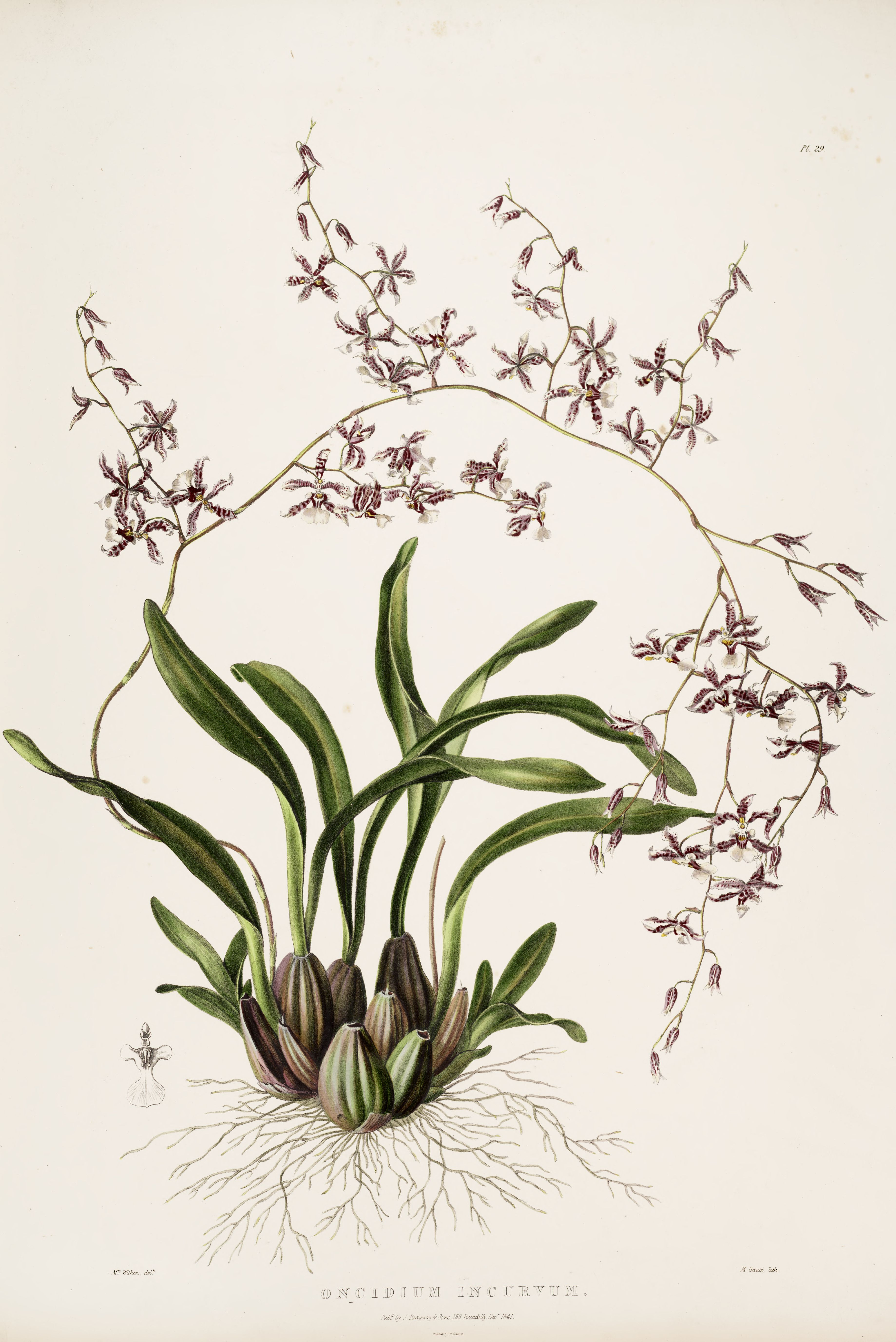
Orquídea Oncidium incurvum.

Augusta Hanna Elizabeth Innes Withers (apellido de soltera Baker) (1792, Gloucestershire-1877, Londres) fue una ilustradora británica de historia natural, conocida por sus ilustraciones de John Lindley Pomological Magazine y su colaboración con Sarah Drake en la monumental Orchidaceae de México y Guatemala por James Bateman. Fue designada Pintora Ordinaria de Flores de la Reina Adelaida y más tarde por la Reina Victoria. También produjo ilustraciones para Benjamin Maund en "Botanist", las “Transacciones de la Sociedad” Hortícola, el “lIlustrated Bouquet” (1857-1863) y Curtis Botanical Magazine.
Augusta era hija del vicario de Gloucestershire, capellán del príncipe regente. Vivió en Londres toda su vida y se casó con Theodore Withers, un contable, y 20 años mayor. Además de dar clases de pintura, fue muy activa como pintora desde antes de 1827 a 1865, exhibiendo de 1829 a 1846 en la Real Academia, la Sociedad de Artistas británicos y la Sociedad Real de Acuarelistas.
John Claudius Loudon comentó en 1831, en “Gardener's Magazine”, que sus talentos eran de un orden altísimo, y que "para ser capaz de dibujar flores y frutas botánicamente, y horticulturalmente, debía saber de las características, de variedades, de subvariedades, es uno de los más distinguidos y útiles lisonjas de vuestras señoras de ocio, viviendo en el país."
En 1815, en un intento de aclarar la nomenclatura de variedades de frutales cultivados, y reducir el número de sinonimia en común uso, William Jackson Hooker inició un proyecto de dibujos de frutales a la acuarela que extendió por más de 10 volúmenes. Debido a secuelas neurológicas, por un golpe en 1820, Hooker era incapaz de acabar el trabajo. Cuatro otros artistas, incluyendo a la prodigiosa Augusta Innes Withers y a Barbara Cotton, estuvieron encargados de completar el trabajo; irónico porque Augusta había sido rechazada su postulación a una posición como artista botánica por Hooker hijo, Joseph Dalton Hooker.
Withers pintó las 12 planchas de color para Robert Thompson en The Gardener's Assistant (Blackie & Son, 1859) "Una guía de la Formación y Administración de la Cocina, de Jardines Frutales, y Florales, y El cultivo en invernáculos, y de plantas con estufa. Con un copioso calendario de operaciones de jardinería."

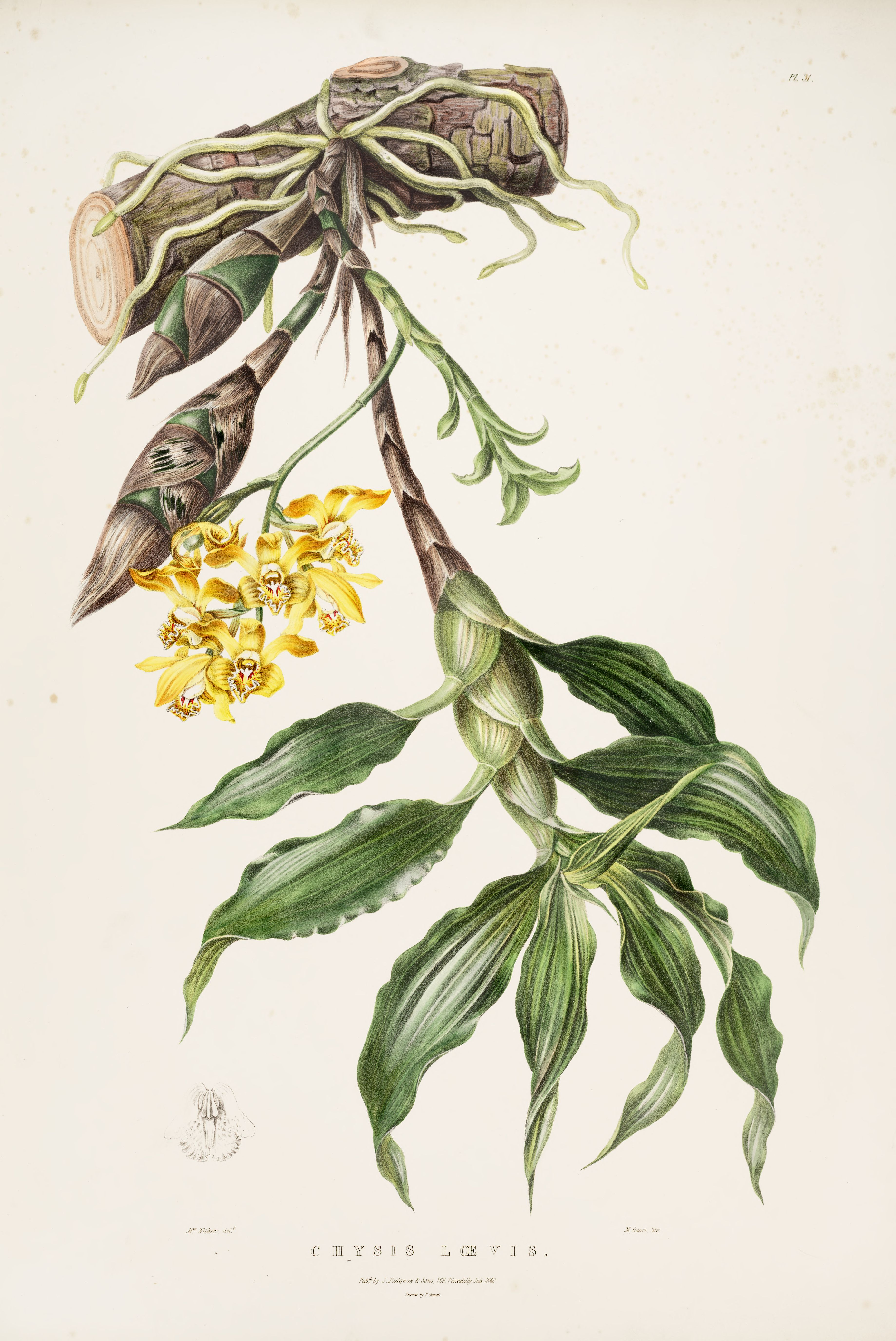
Chysis laevis orchid
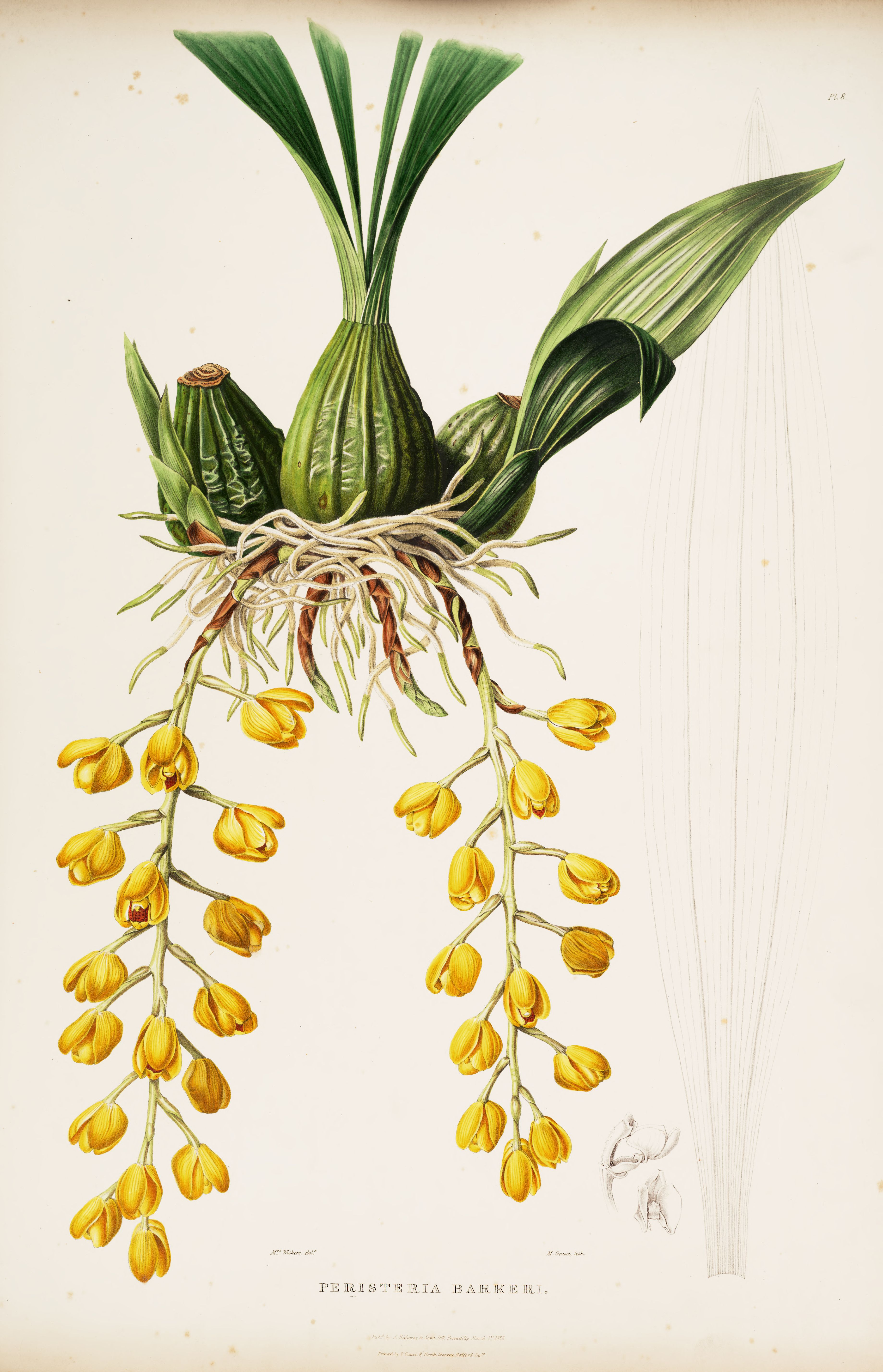
Acineta barkeri orchid
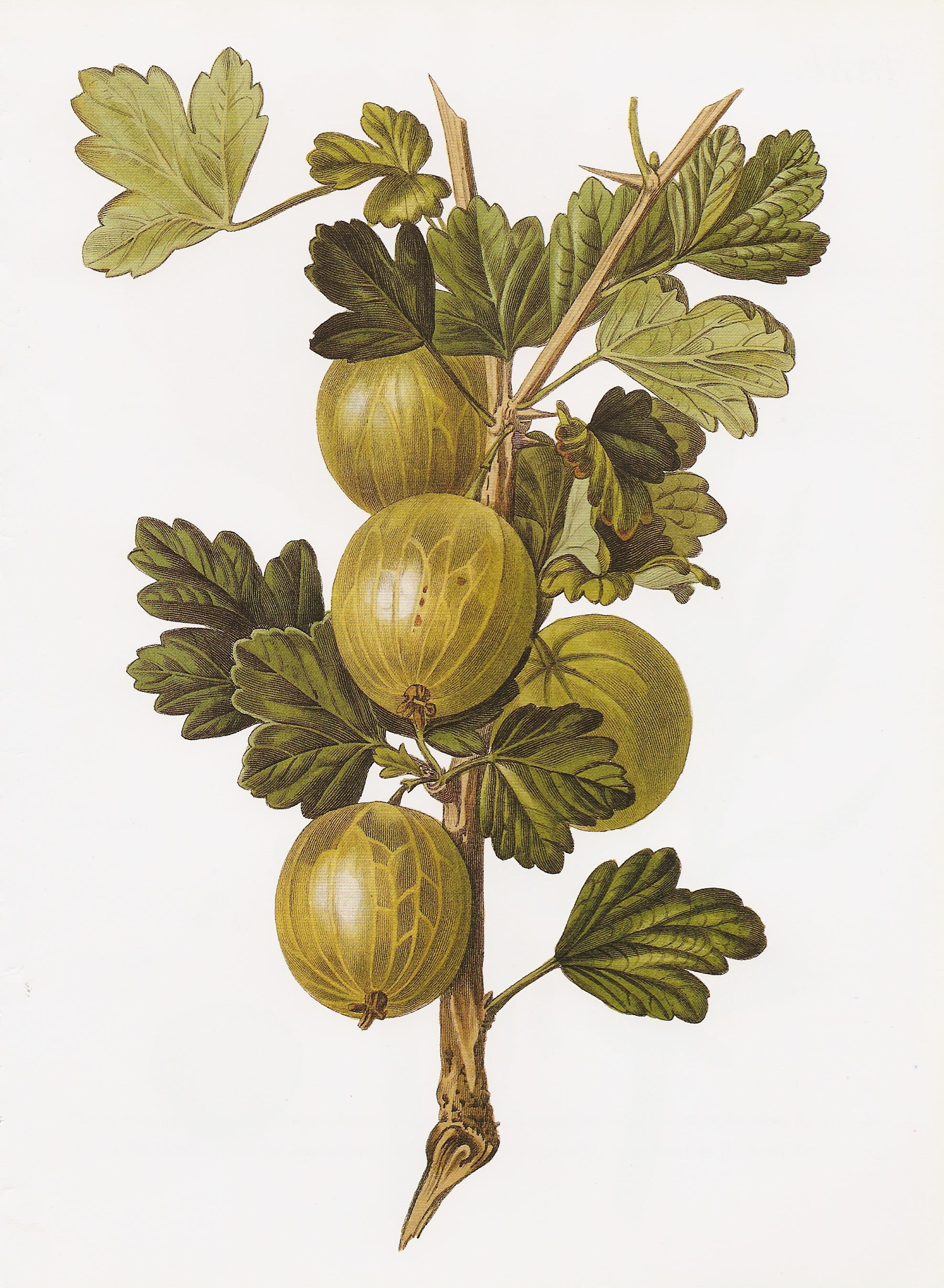
Ribes uva-crispa
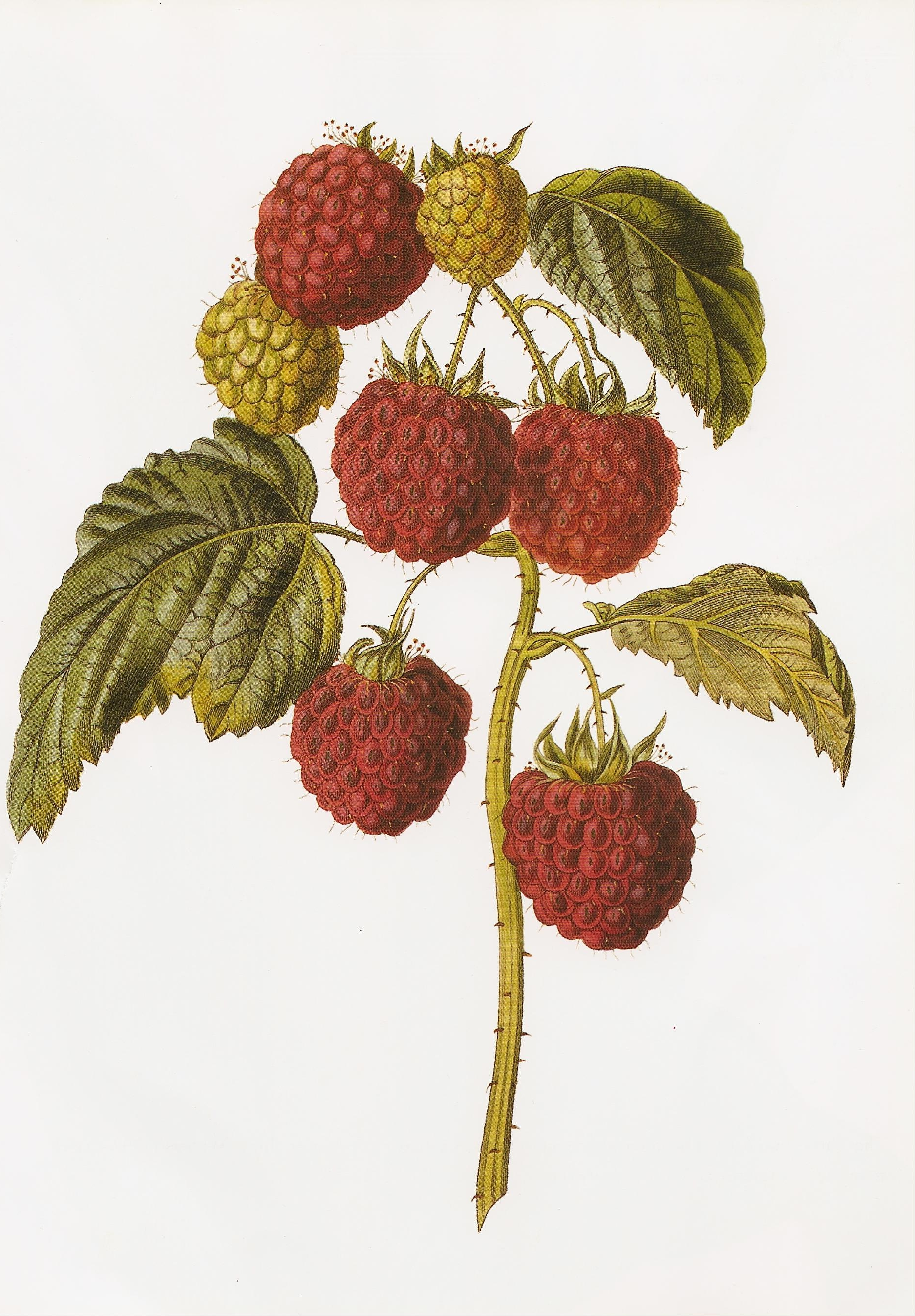
Frambuesa Barnet.